# Olympia Larissa BC
Maillots
L’Olýmpia Lárissa BC (en grec : ΚΑΕ Ολύμπια Λάρισας) est un club grec de basket-ball, basé dans la ville de Larissa (Thessalie), et évoluant en ESAKE A1.
Fondé en 1979, l’Olýmpia Lárissa est de fait un des clubs grecs les plus récents.